# Крипа
Крипа (санск. कृप), такође познат као Крипачарја (санск.  ' Крипа мајстор'), је фигура у хиндуистичкој митологији. Према епу Махабхарата, Крипа је био члан савета краљевства Куру и учитељ принчева Пандава и Каурава.
Рођен у породици мудраца ратника Схарадвана и нимфе Јанапади на вансеријски начин, Крипу и његову сестру Крипи усвојио је краљ Схантану из Краљевства Куру. Крипу је обучавао његов рођени отац и постао је велики стрелац попут њега. Касније у епу, борио се на страни Каурава против Пандава у рату у Курукшетри и био је међу ретким преживелим у рату.
Крипа се сматра бесмртним бићем предодређеним да живи до краја Кали Иуге, последње југе (доба). Према неким текстовима, он ће такође постати један од Саптариши — седам поштованих мудраца — у следећој Манвантари, што је циклични временски период у хиндуистичкој космологији .

## Имена
Санскритска реч Крипа ( Крпа ) значи 'сажаљење' или 'милост'. Према Махабхарати (око 700. п. н. е. - 400. не), он и његова сестра су названи „Крипа“ и „Крипи“ јер их је краљ Шантану усвојио из сажаљења. Крипа је добио титулу "ачарја" ('мајстор') пошто је био стручан стрелац.
У епу, Крипа је познат под многим другим именима, укључујући Гаутаму ('потомак Гаутаме '), Схарадвата ('син Схарадвана'), Схарадванпутра ('син Схарадван') и Бхаратацхариа ('учитељ Бхаратових потомака').

## Наслеђе
У хиндуизму, Крипа, заједно са још неколико митолошких личности, сматра се  "бесмртницима" који ће остати живи до краја Кали Иуге, последње од четири југе (доба). Према неким списима, Крипа и Ашватама су били проклети да остану бесмртни и пате због греха који су починили 18. ноћи рата.
Према Висхну Пурани (око 400. п. н. е. - 900. н. е.), Крипа ће постати један од Саптариши — седам најпоштованијих мудраца — у следећој Манвантари, што је циклични временски период који идентификује старост Мануа — праоца. човечанства — у хиндуистичкој космологији.